# 龙基斯
龙基斯（義大利語：Ronchis），是意大利乌迪内省的一个市镇。总面积18平方公里，人口2037人，人口密度113.2人/平方公里（2009年）。ISTAT代码为030097。